# Akademický malíř
Akademický malíř (často běžně zkracováno jako ak. mal., ak. malíř, případně jako akad. mal., či akad. malíř) je akademický titul, který byl dříve udělován (v tehdejším Československu) na uměleckých vysokých školách v oblasti malířství, resp. výtvarného umění. Byl zaveden po roce 1966 v souvislosti s novým systémem akademických titulů v Československu (v letech 1953 až 1966 bylo přidělování titulů omezeno). Udělován byl i nadále dle pozdějšího vysokoškolského zákona z roku 1980. Po revoluci od roku 1990 již udělován nebyl. V současné době (v České republice) taktéž udělován není a byl nahrazen obecným titulem MgA. (magistr umění).